# Седона
Седона (англ. Sedona) — місто (англ. city) в США, в округах Явапай і Коконіно штату Аризона. Населення — 9684 особи (2020).

## Географія
Седона розташована за координатами 34°51′26″ пн. ш. 111°47′42″ зх. д. / 34.85722° пн. ш. 111.79500° зх. д. (34.857323, -111.794933).  За даними Бюро перепису населення США в 2010 році місто мало площу 49,68 км², з яких 49,57 км² — суходіл та 0,11 км² — водойми.

### Клімат
| Клімат : Седона         | Клімат : Седона | Клімат : Седона | Клімат : Седона | Клімат : Седона | Клімат : Седона | Клімат : Седона | Клімат : Седона | Клімат : Седона | Клімат : Седона | Клімат : Седона | Клімат : Седона | Клімат : Седона | Клімат : Седона |
| Показник                | Січ.            | Лют.            | Бер.            | Квіт.           | Трав.           | Черв.           | Лип.            | Серп.           | Вер.            | Жовт.           | Лист.           | Груд.           | Рік             |
| Абсолютний максимум, °C | 25,0            | 31,1            | 31,7            | 33,9            | 40,0            | 43,3            | 43,3            | 43,3            | 40,0            | 37,8            | 31,1            | 25,0            | 43,3            |
| Середній максимум, °C   | 13,6            | 15,9            | 18,4            | 23,0            | 27,9            | 34,1            | 35,9            | 34,6            | 31,2            | 25,1            | 17,9            | 13,7            | 24,3            |
| Середній мінімум, °C    | −0,8            | 0,7             | 2,7             | 5,5             | 9,6             | 14,4            | 17,8            | 17,4            | 14,3            | 8,8             | 2,4             | −0,7            | 7,7             |
| Абсолютний мінімум, °C  | −17,8           | −12,2           | −12,8           | −7,8            | −4,4            | 2,2             | 6,1             | 7,2             | −2,2            | −5              | −11,7           | −17,8           | −17,8           |
| Норма опадів, мм        | 53              | 55              | 63              | 29              | 18              | 9               | 42              | 48              | 49              | 42              | 35              | 38              | 483             |
| Днів з опадами          | 5,9             | 5,5             | 6,9             | 3,9             | 3,8             | 2,2             | 7,7             | 8,6             | 5,7             | 4,4             | 3,5             | 4,0             | 62,1            |
| ----------------------- | --------------- | --------------- | --------------- | --------------- | --------------- | --------------- | --------------- | --------------- | --------------- | --------------- | --------------- | --------------- | --------------- |
| Джерело: NOAA           |                 |                 |                 |                 |                 |                 |                 |                 |                 |                 |                 |                 |                 |

## Демографія
Згідно з переписом 2010 року, у місті мешкала 10 031 особа в 4973 домогосподарствах у складі 2725 родин. Густота населення становила 202 особи/км².  Було 6367 помешкань (128/км²).
Расовий склад населення:
| - 90,1 % — білих - 1,9 % — азіатів - 0,6 % — корінних американців - 0,5 % — чорних або афроамериканців - 0,1 % — вихідців з тихоокеанських островів - 5,2 % — осіб інших рас |

До двох чи більше рас належало 1,7 %. Частка іспаномовних становила 14,3 % від усіх жителів.
За віковим діапазоном населення розподілялося таким чином: 12,1 % — особи молодші 18 років, 58,7 % — особи у віці 18—64 років, 29,2 % — особи у віці 65 років та старші. Медіана віку мешканця становила 56,1 року. На 100 осіб жіночої статі у місті припадало 87,7 чоловіків;  на 100 жінок у віці від 18 років та старших — 86,0 чоловіків також старших 18 років.
Середній дохід на одне домашнє господарство  становив 81 987 доларів США (медіана — 55 135), а середній дохід на одну сім'ю — 106 488 доларів (медіана — 69 766). Медіана доходів становила 46 013 долари для чоловіків та 41 226 доларів для жінок. За межею бідності перебувало 8,1 % осіб, у тому числі 11,2 % дітей у віці до 18 років та 4,5 % осіб у віці 65 років та старших.
Цивільне працевлаштоване населення становило 4688 осіб. Основні галузі зайнятості: освіта, охорона здоров'я та соціальна допомога — 21,5 %, мистецтво, розваги та відпочинок — 17,4 %, науковці, спеціалісти, менеджери — 14,9 %.

## Галерея

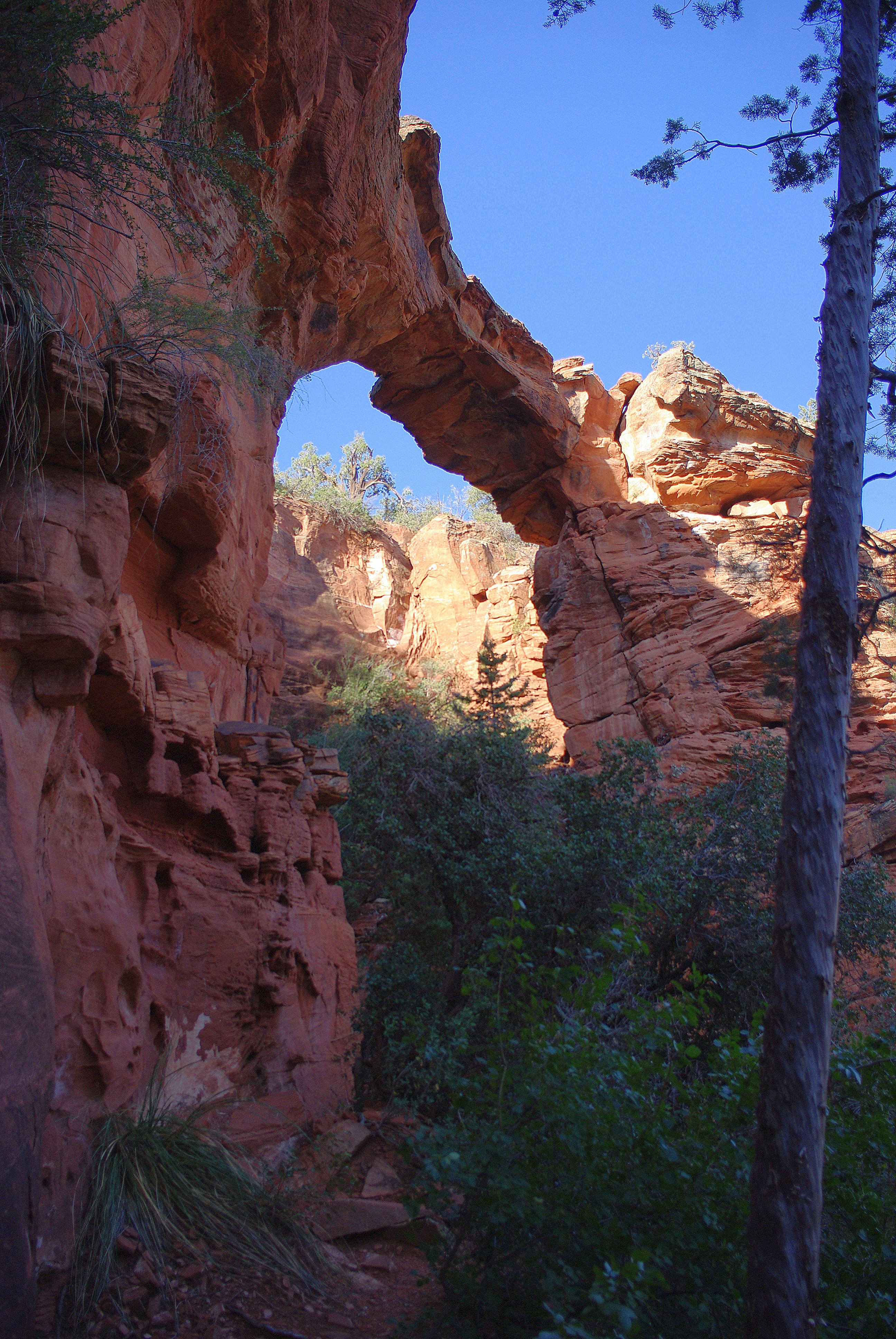
Арка диявола поблизу Седони
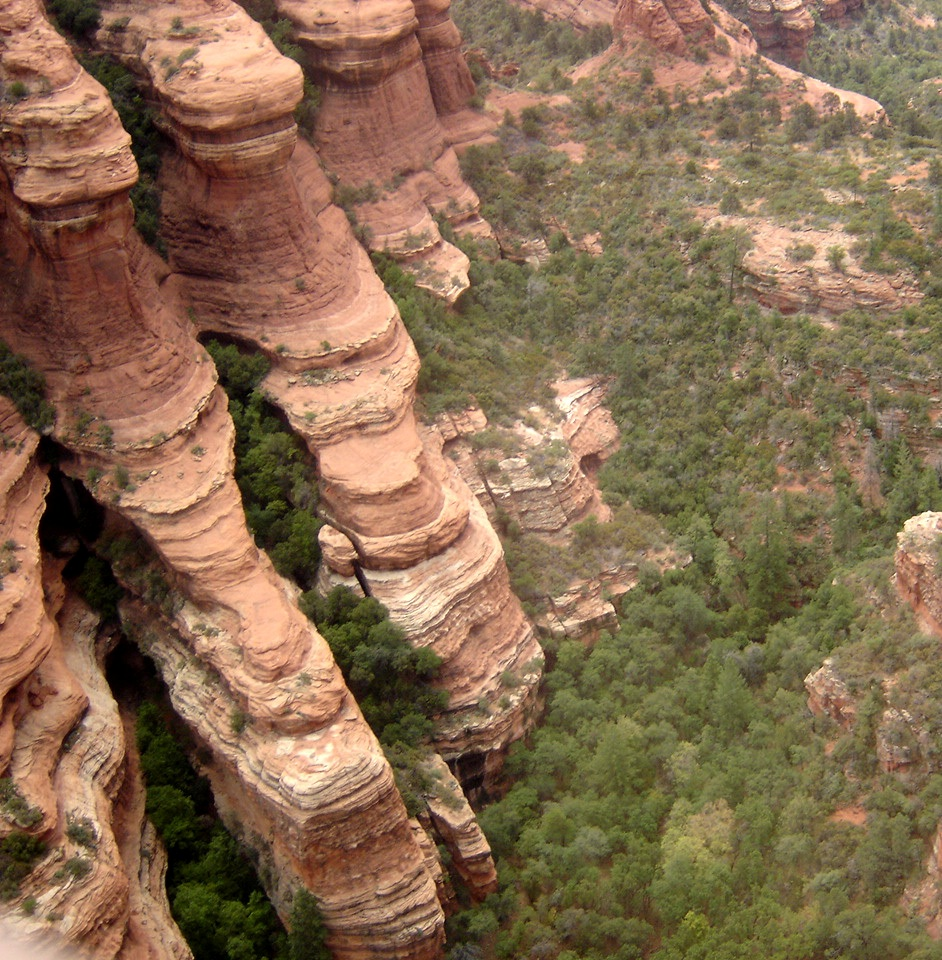
Червоні скелі поблизу Седони
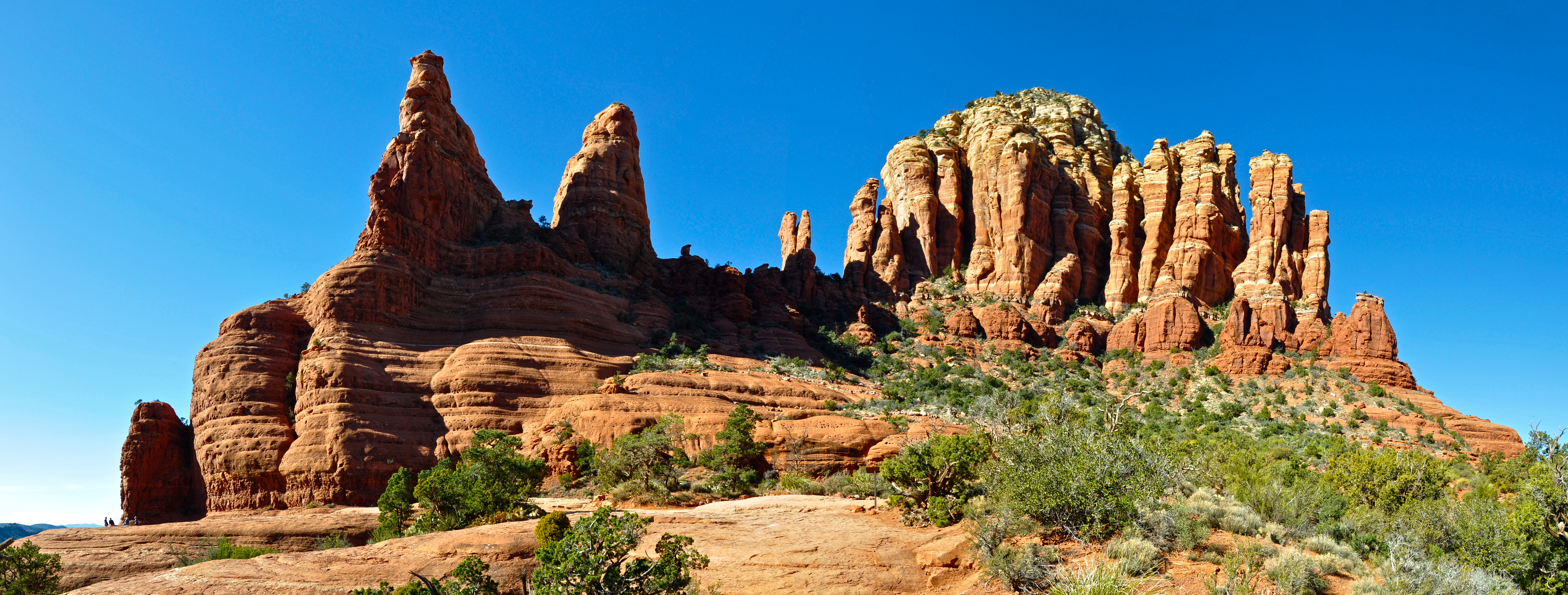
Гірське утворення, відоме як «Дві сестри»
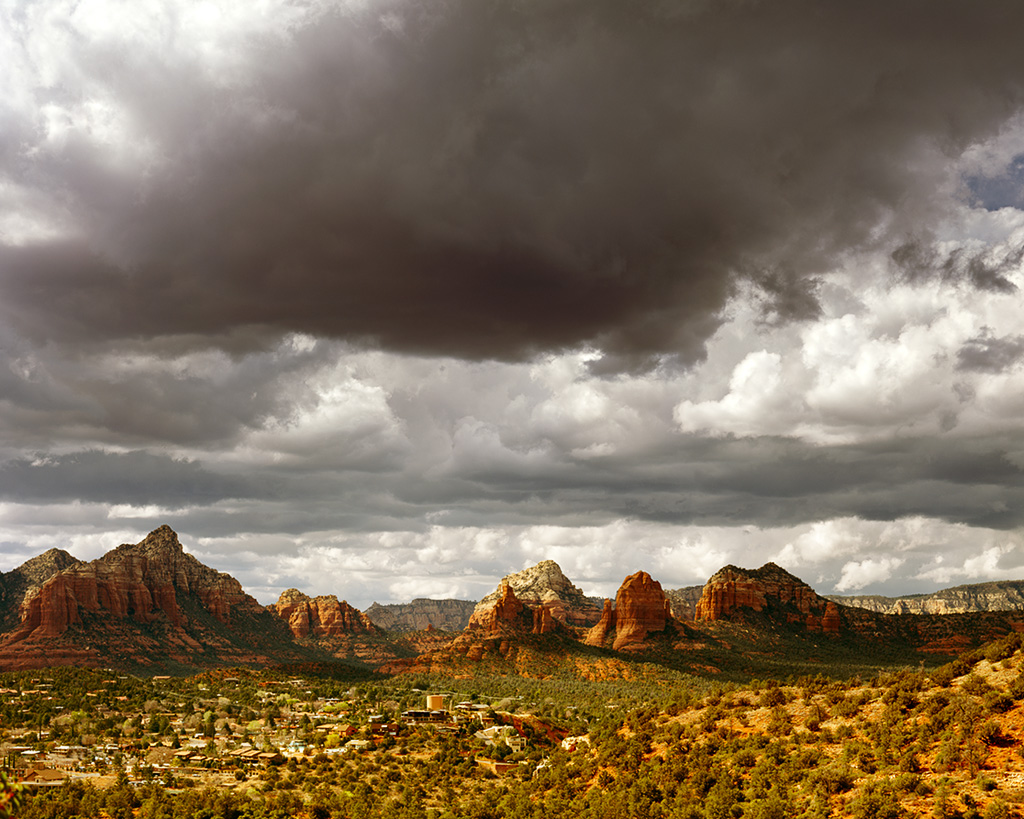
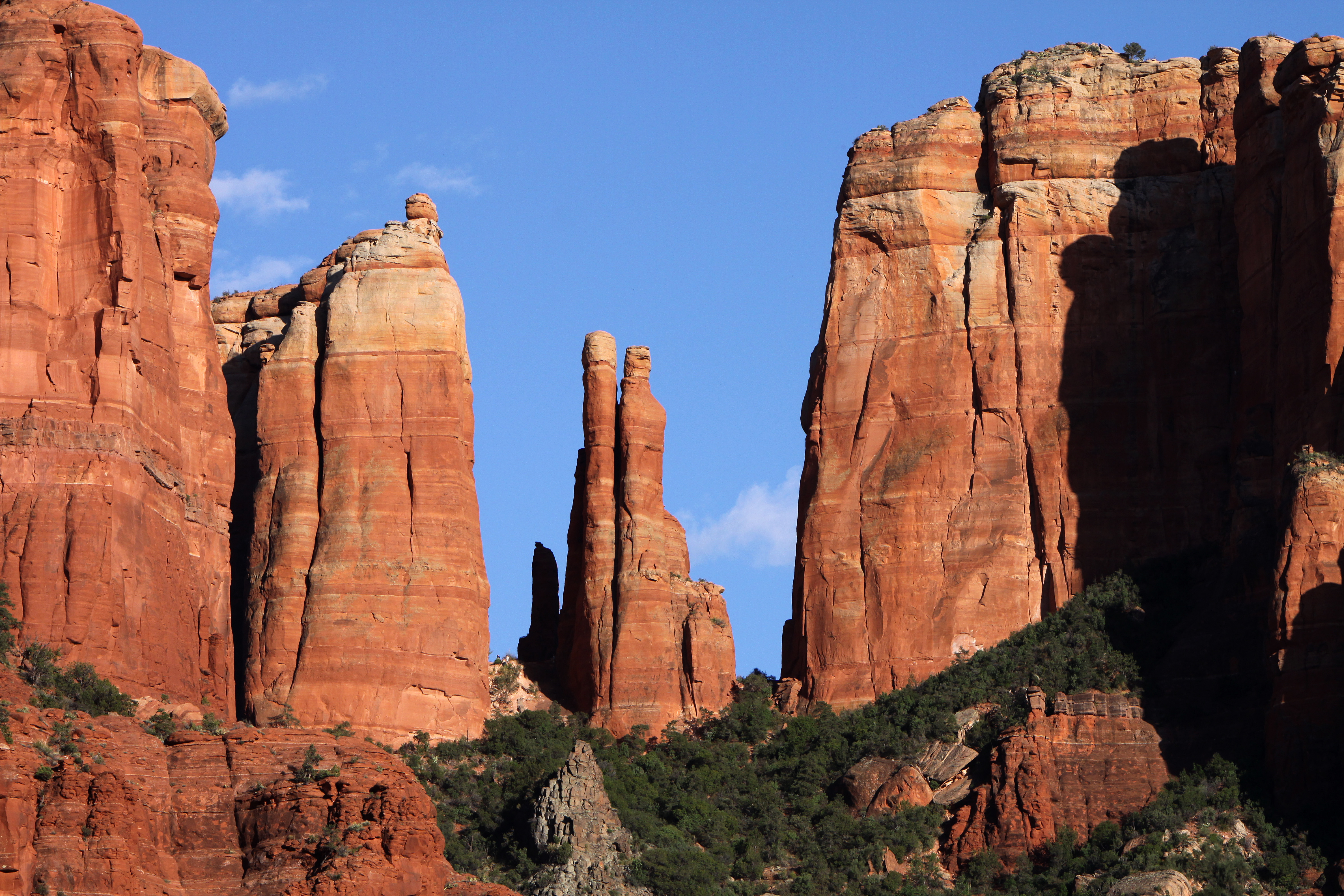
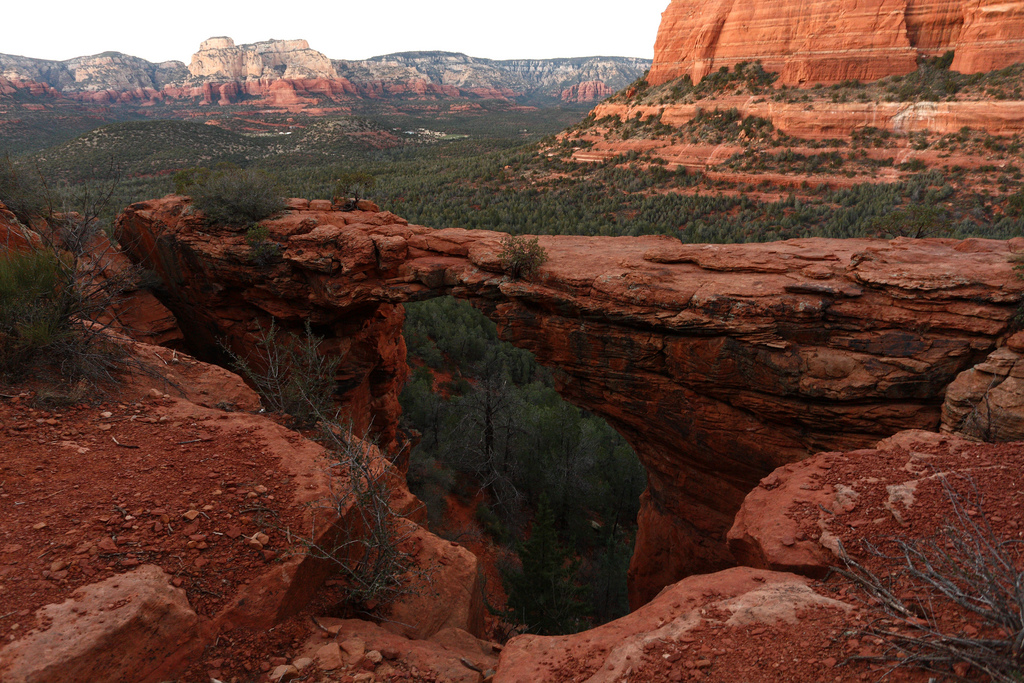
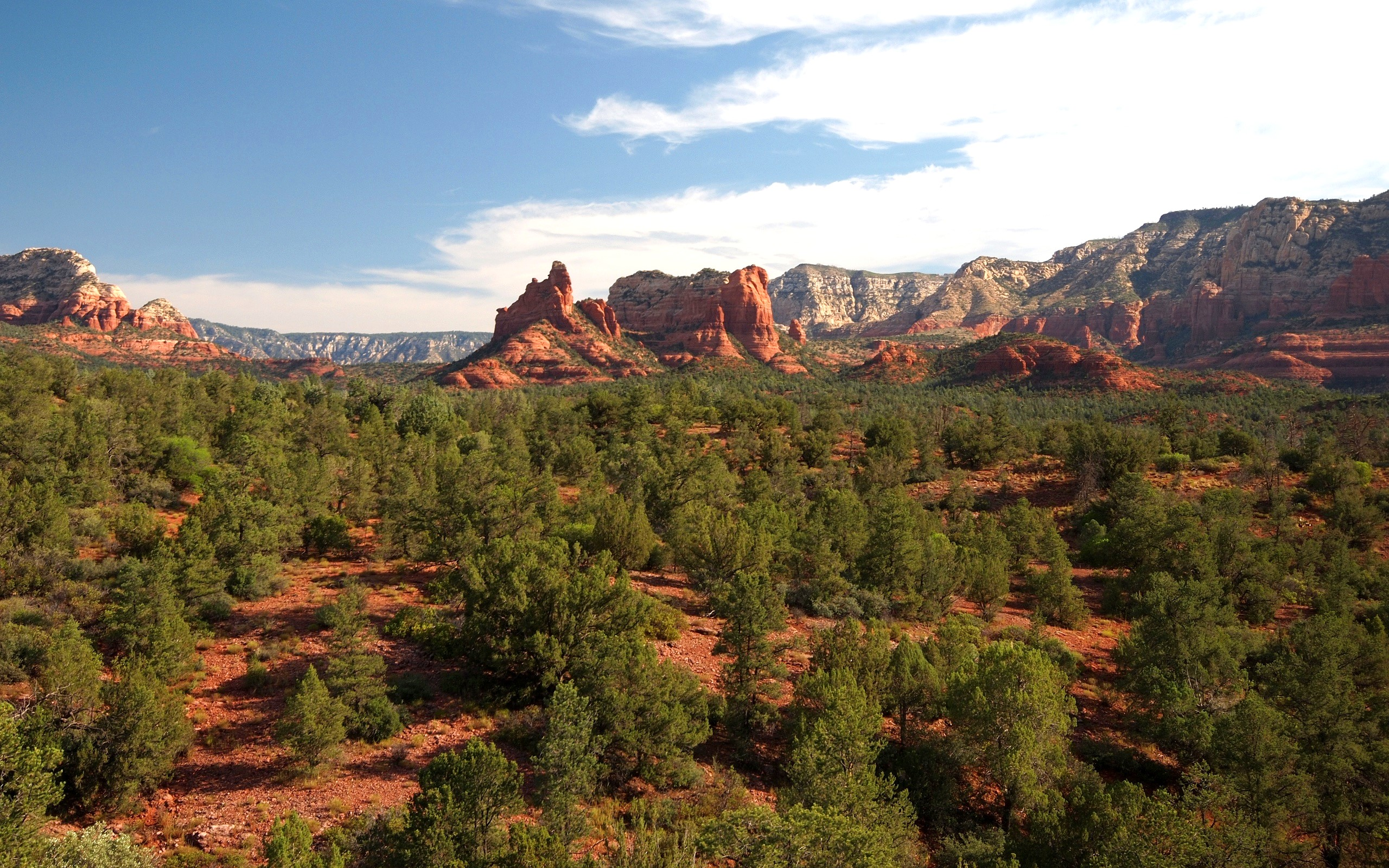